# NGC 2322
NGC 2322 é uma galáxia espiral barrada (SBa) localizada na direcção da constelação de Lynx. Possui uma declinação de +50° 30' 38" e uma ascensão recta de 7 horas, 06 minutos e 00,3 segundos.
A galáxia NGC 2322 foi descoberta em 28 de Dezembro de 1790 por William Herschel.